# San Bonifacio
Pour les articles homonymes, voir Bonifacio (homonymie).
San Bonifacio est une commune italienne de la province de Vérone dans la région Vénétie en Italie.

## Administration
| Période                                  | Période  | Identité          | Étiquette | Qualité |
| ---------------------------------------- | -------- | ----------------- | --------- | ------- |
|                                          |          |                   |           |         |
| 1994                                     | 1998     | Silvano Polo      |           |         |
| 1998                                     | 2001     | Guglielmo Rinaldi |           |         |
| 2001                                     | 2004     | Antonio Casu      |           |         |
| 2004                                     | 2009     | Silvano Polo      |           |         |
| 2009                                     | 2014     | Antonio Casu      |           |         |
| 2014                                     | 2024     | Giampaolo Provoli |           |         |
| 2024                                     | en cours | Fulvio Soave      |           |         |
| Les données manquantes sont à compléter. |          |                   |           |         |

### Hameaux
Lobia, Locara, Prova, Villabella, Villanova

### Communes limitrophes
Arcole (Italie), Belfiore, Gambellara, Lonigo, Monteforte d'Alpone, Soave

## Personnalités liés à la commune

### Naissances
Francesco Perlini (1961), ancien pilote de Rallye-raid.

Davide Rebellin (1971 à San Bonifacio † 2022), cycliste.

Giancarlo Ginestri (1978), cycliste.

Francesco Castegnaro (1994), cycliste.

### Morts
Andrea Piubello (1912 † 1987), cycliste

## Sport
- Football : AC Sambonifacese